# Myrmexocentroides
Myrmexocentroides es un género de escarabajos longicornios de la tribu Acanthocinini que contiene una sola especie, Myrmexocentroides enganensis. La especie fue descrita por Breuning en 1970.
Se distribuye por Filipinas. Mide aproximadamente 9 milímetros de longitud.